# Diccionari

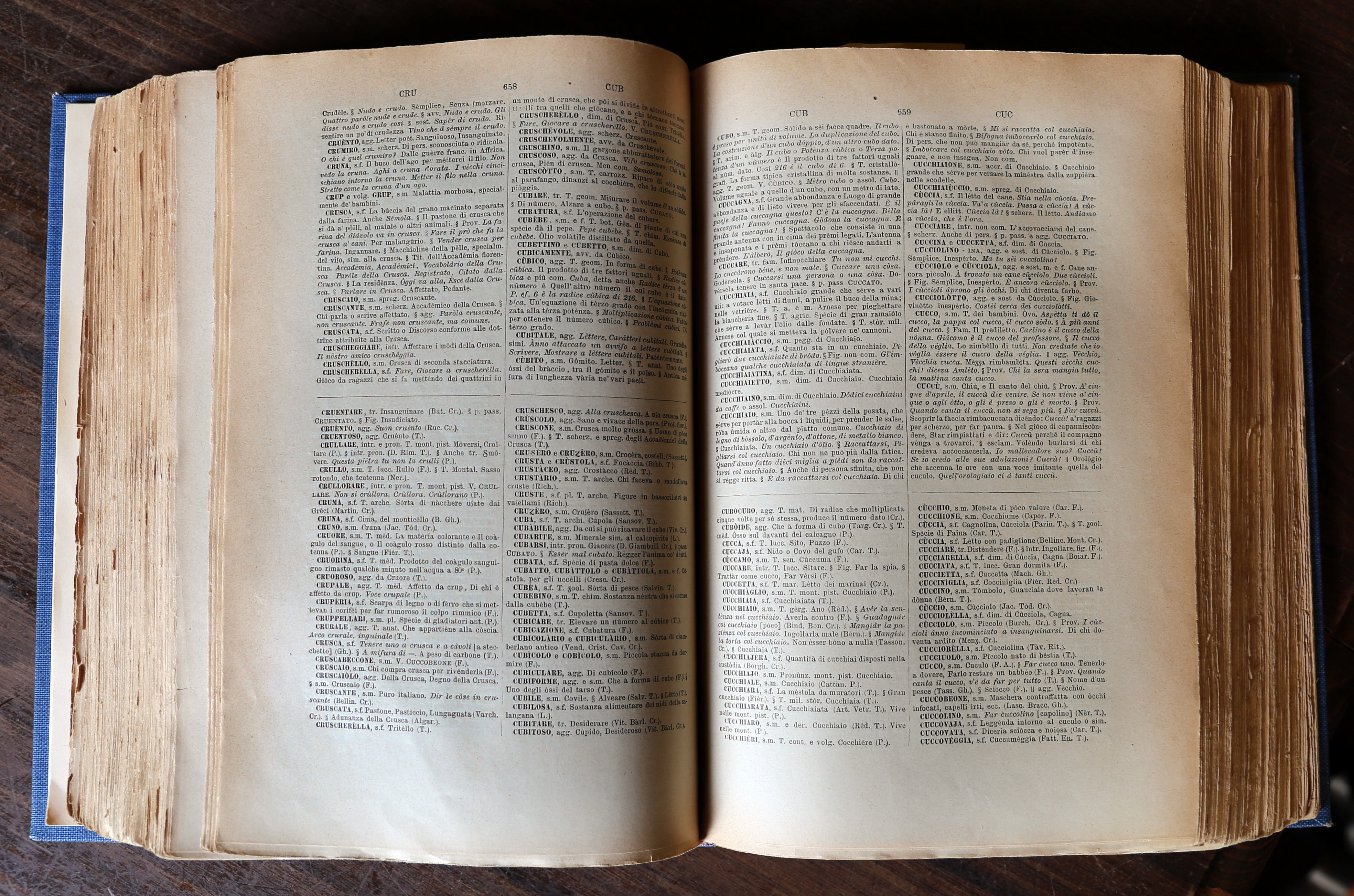

Un diccionari és una obra de consulta sobre paraules (més precisament, sobre unitats lèxiques) amb informació lingüística diversa sobre aquesta paraula: la definició, l'ortografia, la pronunciació, l'etimologia, el registre d'ús (col·loquial, formal...), la categoria gramatical, sinònims, antònims, exemples d'ús, derivació, il·lustracions, equivalents en altres llengües, etc. El conjunt d'informacions sobre una paraula s'anomena article, i va encapçalat per una forma de la mateixa paraula que s'anomena lema, i que constitueix l'entrada del diccionari.
Es distingeixen fonamentalment dos tipus de diccionaris lingüístics: el monolingüe i el plurilingüe. El primer recull informació en la mateixa llengua de la paraula de l'entrada; el plurilingüe recull equivalents en una o més llengües.
Sovint hi ha la concepció del diccionari com a llibre en el qual les paraules estan ordenades alfabèticament, però amb les noves tecnologies ha canviat el concepte de diccionari, així com la manera d'accedir-hi a la informació.
Tot i que els primers diccionaris registrats es remunten a l'època sumèria (eren diccionaris bilingües), l'estudi sistemàtic dels diccionaris com a objectes d'interès científic és propi del segle xx, anomenat lexicografia, i es va iniciar en gran part per Ladislav Zgusta. El naixement de la nova disciplina no va estar exempta de controvèrsia, ja que els creadors de diccionaris pràctics de vegades van ser acusats per altres de manca de mètode i d'autoreflexió crítica.

## Orígens

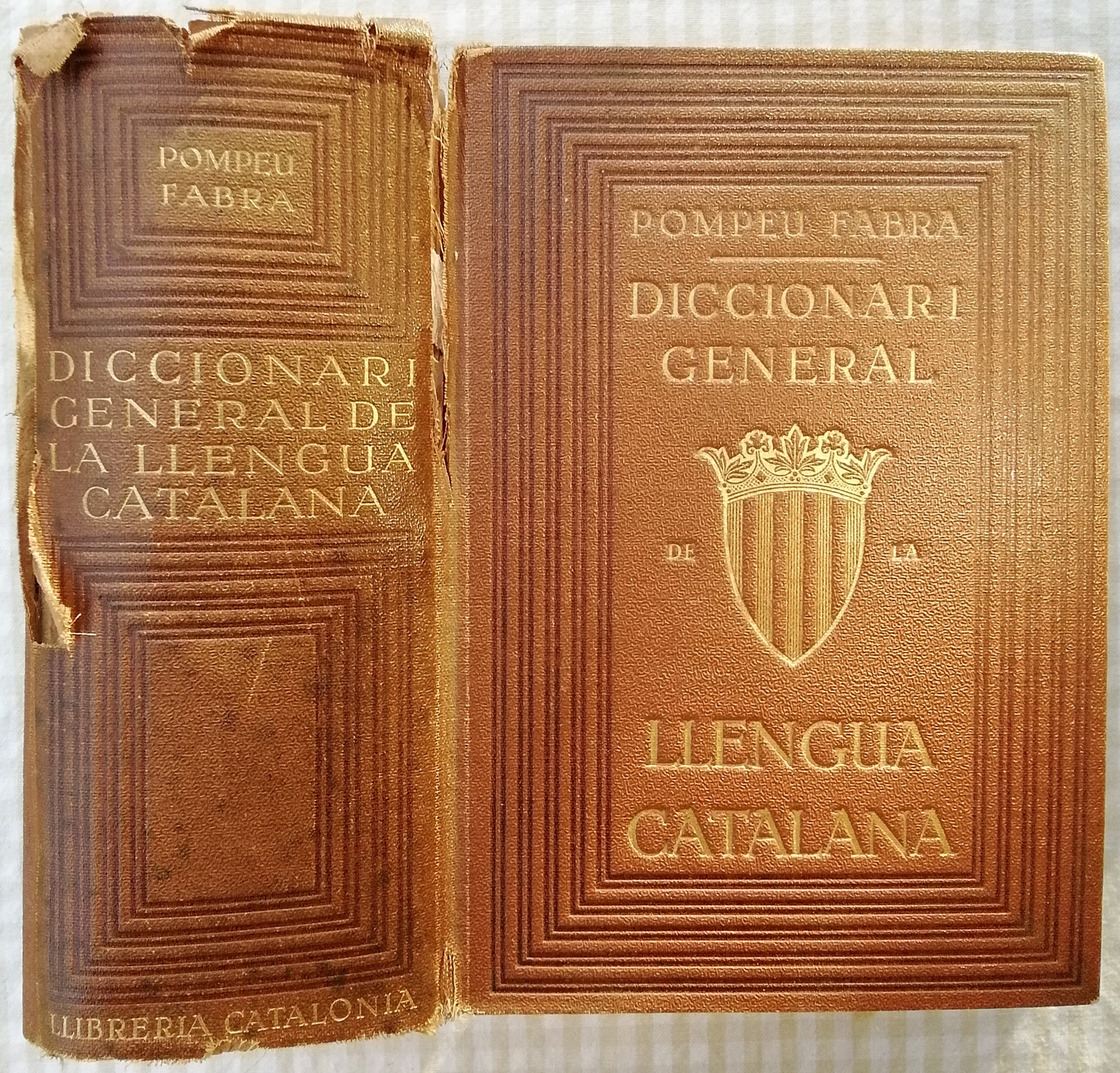
Llom i portada del cèlebre Diccionari General de la Llengua Catalana, primera edició publicada a Barcelona l'any 1932

Es considera que els primers diccionaris van aparèixer a Mesopotàmia. Aquesta afirmació ve, en gran part, del descobriment de diversos textos cuneïformes a la Biblioteca d'Asurbanipal, a Nínive; conjuntament amb els documents cuneïforme que relacionaven paraules sumèries, amb paraules accadies, descobertes a Ebla (moderna Síria) i datades a aproximadament del 2300 aC, de l'època de l'Imperi accadi.

## Parts d'un article de diccionari

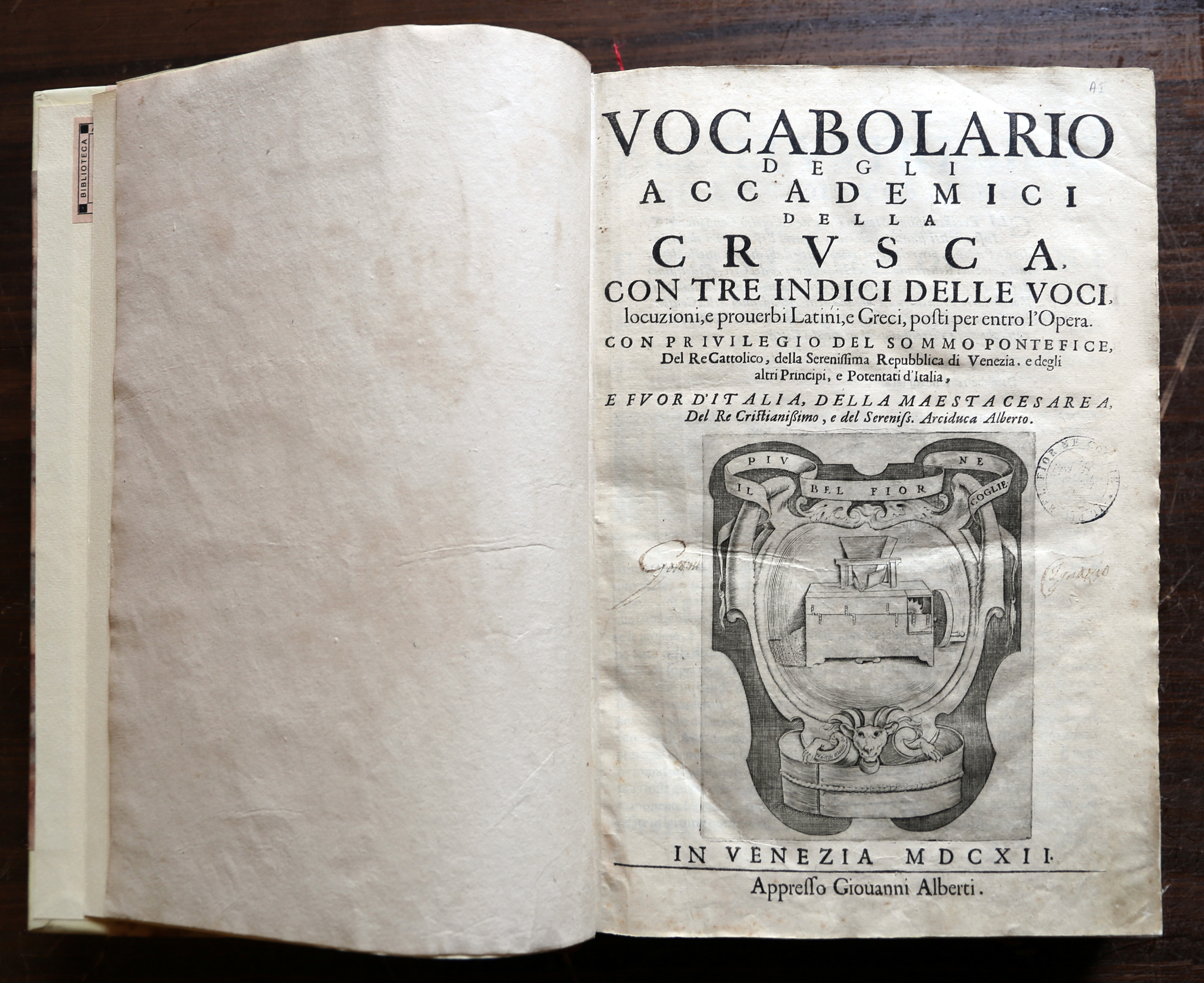
1612 Vocabolario dell'Accademia della Crusca

Es considera que la definició és la part central de l'article en un diccionari monolingüe, però les definicions formen part de les accepcions, que solen estar numerades i ordenades, de vegades per ús (van primer les més usades), o per la història de la paraula (primer els significats més antics). Després de les accepcions de la paraula, solen aparèixer expressions en les quals apareix la paraula de l'entrada, també amb el seu significat, exemples, etc.
Molts diccionaris recullen informacions diverses que solen fer referència al lema o paraula de l'entrada, com l'etimologia (que indica l'origen de la paraula), la pronunciació (sobretot en els diccionaris adreçats a estrangers), l'ortografia, etc. Altres informacions es refereixen a cada accepció: la categoria gramatical (si es tracta d'un substantiu, adjectiu, verb..., normalment assenyalat amb una abreviatura), el registre d'ús (també sol aparèixer abreujat, i s'anomena marca d'ús), la definició i els exemples. Hi ha diccionaris que recullen altres informacions, com sinònims i antònims, parònims (paraules amb escriptura semblant que originen confusions), paraules derivades i paraules afins.
Es distingeix un diccionari d'una enciclopèdia principalment perquè un diccionari se centra en el significat i ús dels mots, mentre que una enciclopèdia intenta recopilar i organitzar coneixement sobre temes molt variats. Per exemple, les enciclopèdies generals solen tenir articles sobre topònims (països, ciutats, accidents geogràfics…) i biografies de personatges històrics; un diccionari proporcionarà el significat del mot vano, dirà que és un substantiu masculí, que té un sinònim que és ventall, i donarà un exemple en el qual s'usi aquesta paraula; una enciclopèdia, en canvi, explicarà la història dels vanos, els tipus que hi ha, els materials de què estan fets, etc.

## Tipus de diccionaris
- Segons el model de llengua:
  - Normatius: Solen estar fets per institucions que s'encarreguen de l'ortografia i la normativa d'una llengua. Aquests diccionaris, doncs, recullen només tot allò "correcte" i representen un model d'ús de la llengua. Ho són, per exemple, el Diccionari de l'Institut d'Estudis Catalans, el de la Real Academia Española, el Duden a Alemanya, etc.
  - Descriptius: Es limiten a descriure l'ús real que fan de la llengua els parlants, independentment de si aquest ús és correcte o no, i no pretenen establir cap model de llengua. L'avantatge és que, en canvi, contenen moltes més expressions i paraules que els diccionaris normatius. Ho són, per exemple, el Diccionari Alcover-Moll o el Diccionari de María Moliner. Un cas especial de diccionari descriptiu és el diccionari teòric, que s'adreça només a estudiosos de la llengua i la lexicografia.
- Segons el tipus de contingut:
  - Diccionaris de definicions (l'habitual).
  - Diccionaris bilingües (per exemple: català/anglès).
  - Diccionaris de sinònims.
  - Diccionaris d'antònims.
  - Diccionari ortogràfics i de pronúncia.
  - Diccionaris inversos i de rimes: on les paraules s'ordenen per la terminació.
  - Diccionaris etimològics.
  - Diccionaris visuals.
  - Diccionari ideològic: on les paraules s'agrupen per temes o camps semàntics.

## Diccionaris del català contemporanis

### Catalans monolingües
Els següents diccionaris monolingües són els més emblemàtics i usats avui en dia. Són contemporanis o moderns i algun, encara que publicat fa temps, no ha perdut la seva vigència. La majoria es poden trobar en línia.
- DCVB: Diccionari català-valencià-balear o "Alcover-Moll" (http://dcvb.iec.cat/)
- DIEC2: Diccionari de la llengua catalana de l'Institut d'Estudis Catalans, 2a ed. (https://dlc.iec.cat/)
- DNV: Diccionari normatiu valencià, de l'Acadèmia Valenciana de la Llengua (http://www.avl.gva.es/lexicval/)
- GDLC: Gran diccionari de la llengua catalana (http://www.diccionari.cat/)

### Bilingües o multilingües amb català
També hi ha els diccionaris bilingües o multilingües que inclouen el català, els més importants dels quals són:
- El TermCat: TermCat, Centre de Terminologia, d'un consorci públic català, és un diccionari / centre terminològic en línia. És útil per a consultes de terminologia un xic especialitzada (amb àrees com ara: informàtica, alimentació i gastronomia, arts, construcció, esports, ciències de la salut, etc.) o lèxic contemporani (neologismes, noves incorporacions al català). La pàgina es pot visionar en català, castellà i anglès, mentre que les entrades son en català amb traduccions del terme al castellà, i normalment també a l'anglès i francès, i a vegades també a l'alemany o italià, i alguns altres idiomes (és una obra en expansió). Els termes es poden cercar en qualsevol idioma disponible. Enllaç: (http://www.termcat.cat/).
- El Diccionari de la llengua catalana multilingüe, del GrEC (Grup Enciclopèdia Catalana), és un diccionari català-castellà-francès-alemany disponible tant en línia com en paper, i es pot cercar a partir de qualsevol d'aquests idiomes (és a dir, es poden fer cerques inverses). També proporciona breus definicions en català. Està basat en els diccionaris bilingües en paper de la mateixa editorial, però potser aquí més abreujat. Enllaç: (http://www.multilingue.cat/ Arxivat 2013-08-31 a Wayback Machine.).
- Els diccionaris bilingües del GrEC (Grup Enciclopèdia Catalana) en format llibre (és a dir, en paper, no digital). Hi ha català-castellà i el volum invers, i també volums dobles pel català i: alemany, anglès, àrab, danès, finès, francès, grec modern, hongarès, italià, japonès, neerlandès, portuguès, rus, suec i xinès, a més del llatí i sànscrit.

Per a l'anglès, a part dels del GrEc i el TermCat, també hi ha:
- El Oxford Pocket, un petit diccionari català-anglès, anglès-català, del Oxford University Press. ISBN 9780194419284;
- mentre que el Cambridge University Press té un diccionari en línia, però només de l'anglès al català i no a la inversa. Enllaç: (http://dictionary.cambridge.org/dictionary/english-catalan/)

Per al francès, hi ha també:
- Dictionnaire Français - Catalan, de Christian Camps i René Botet 
(Canet de Rosselló: Edicions Trabucaire, 2007), unidireccional. ISBN  9782849740521.
- Dictionnaire nord catalan / Diccionari nord català. Català-francès-català, de Christian Camps i Renat Botet 
(Canet de Rosselló: Edicions Trabucaire, 2013). ISBN 9782849741511.
- Diccionari català – francès d'expressions, locucions i refranys, de Cristià Camps i Renat Botet, ISBN 9782849740422; i el
- Dictionnaire français-catalan d'expressions, locutions et proverbes, de Cristià Camps i Renat Botet
 (Canet de Rosselló: Edicions Trabucaire, 2006 - tots dos volums). ISBN 9782849740408.

Per a l'occità, hi ha:
- Diccionari català – occità, occitan - catalan, de Claudi Balaguer i Patrici Pojada 
(Bcn: Llibres de l'Índex, 2005, nova edició 2012). ISBN 9788495317988.
- Diccionari occità provençal - català / occitan provençau - catalan, de Joan-Daniel Bezsonoff 
(Bcn: Llibres de l'Índex, 2015). ISBN 978-8494414404

i per a altres idiomes:
- amazic: Diccionari català-amazic / amazic-català, de Carles Múrcia Sànchez i Salem Zenia (Bcn: Llibres de l'Índex). ISBN 9788494491108
- basc: Vocabulari Català-Basc, Hiztegia Euskara-Catalana, de Rafael Azkarate i Zubiate 
(Bcn: Katalana Argitaldaria, 2a edició, 2003). ISBN 846075264X; ISBN 9788460752646.
- bretó: Diccionari de butxaca català/bretó - Geriadur-chakod brezhoneg/katalaneg, de Núria Garcia i Ventura (Fouesnant/Fouenant: Yoran Embanner, i Carhaix-Plouguer/Karaez-Plougêr: Ofis ar Brezhoneg). ISBN 978-2-914855-49-5.
- cors: Diccionari d'expressions corses comentades, de Jean-Guy Talamoni, traducció de Mar Bel i Esbrí 
(Bcn, Llibres de l'Índex, 2006). ISBN 9788496563186.

i els curiosos:
- 'francolà', per dir-ho així: Le petit dico d'aquí, glossaire du français parlé en Roussillon, de Gerard Jacquet, volums 1, 2 i 3 (Canet de Rosselló: Edicions El Trabucaire, 2008 i més), que recull els manlleus del català utilitzats en el francès de Catalunya Nord, explicats perquè ho entenguin els francesos.
- íber: Glossari iber-català, per Frederic Santaeulària (Vic: Emboscall, 2005)

Entre molts altres.

## Diccionaris catalans en la història
Principals diccionaris catalans o amb presència del català, en la història, incloent-hi reculls lexicogràfics i vocabularis assimilables als diccionaris: 
- 1489 - Liber Elegantiarum, de Joan Esteve (Paganinus de Paganinis, Venècia 1489).
- 1502 - Vocabolari molt profitos per apendre Lo Catalan Alamany y lo Alamany Catalan (Joan Rosembach, Perpinyà 1502)
- 1637 - Fons verborum et phrasium d'Antoni Font (Sebastià y Jaume Mathevat, Barcelona 1637)
- 1640 - Dictionarium seu Thesaurus Catalano-Latinus verborum ac phrasium, de Pere Torra (Gabriel Nogués, Barcelona, 1640).
- 1642 - Dictionario castellano. Dictionaire françois. Dictionari catala., de Pere Lacavalleria (Pere Lacavalleria, Barcelona, 1642)
- 1696 - Gazophylacium Catalano-Latinum, de Joan Lacavalleria i Dulach (Antoni Lacavalleria, Barcelona 1696).
- 1718 - Methodo per encontrar ab facilitat... (manuscrit inèdit amb una nomenclatura catalano-francesa) (1718)
- 1739 - Breve Diccionario Valenciano-Castellano, de Carles Ros (Joseph Garcia, València 1739)
- 1771 - Promptuario Trilingüe (català, castellà i francès) de Josep Broch (Pau Campins, Barcelona 1771).
- 1803-1805 - Diccionario catalan-castellano-latino, de Joaquim Esteve, Josep Bellvitges i Antoni Jutglà (Tecla Pla, Barcelona 1803 - 1805).
- 1839-1840 - Diccionari de la llengua catalana ab la correspondencia castellana y llatina de Pere Labèrnia (Vídua Pla, Barcelona 1839-1840).
- 1839 - Diccionari catalá-castellá-llatí-frances-italià, de "Una Societat de Catalans" (Joseph Torner, Barcelona 1839).
- 1840 - Diccionari mallorquí-castellà, de Pere Antoni Figuera (Esteve Trias, Palma 1840).
- 1858-1878 - Nuevo diccionario mallorquín-castellano-latín, de Joan Josep Amengual (Juan Colomar, Palma 1858-1878).
- 1927 - Pal·las. Diccionari català-castellà-francès, d'Emili Vallès (Pal·las, Barcelona 1927).
- 1930-1962 - Diccionari català-valencià-balear d'Antoni Maria Alcover i Francesc de Borja Moll (Imp. De Mn. Alcover / Gràfiques Miramar, Palma 1930-1962).
- 1932 - Diccionari general de la llengua catalana de Pompeu Fabra (Catalònia, Barcelona 1932).
- 1980-1991 - Diccionari etimològic i complementari de la llengua catalana, de Joan Coromines (Curial, Barcelona 1980-1991)
- 1995 - Diccionari de la llengua catalana, de l'Institut d'Estudis Catalans (Edicions 3 i 4, Edicions 62, Editorial Moll, Enciclopèdia Catalana i Publicacions de l'Abadia de Montserrat; Barcelona, Palma i València 1995).
- 2007 - DIEC-2 (Segona edició: del Diccionari de la llengua catalana. Edicions 62 i Enciclopèdia Catalana, Barcelona 2007).
- 2014 - Diccionari normatiu valencià., de l'Acadèmia Valenciana de la Llengua. València, 2014.

Dels etimològics el més gran, important i emblemàtic és el del Coromines - Diccionari etimològic i complementari de la llengua catalana (1980), vegeu a dalt - però també hi ha el Diccionari etimològic de Jordi Bruguera (EC, 1996), i el Diccionari etimològic manual de Josep Moran (Edicions 61, 1999), per exemple, i el Diccionari Alcover-Moll també conté alguna etimologia, al igual que el Gran Diccionari de la llengua catalana, tot i que en aquests dos últims, les etimologies tendeixen a ser breus.